# Melhan (Òlt i Garona)
Melhan (en francès Meilhan-sur-Garonne) és un municipi francès situat al departament d'Òlt i Garona i a la regió de la Nova Aquitània.

## Demografia
| 1962                                       | 1968  | 1975  | 1982  | 1990  | 1999  | 2007  |
| ------------------------------------------ | ----- | ----- | ----- | ----- | ----- | ----- |
| 1.370                                      | 1.404 | 1.322 | 1.382 | 1.255 | 1.253 | 1.312 |
| Des de 1962: població sense dobles comptes |       |       |       |       |       |       |

## Administració
| Període   | Identitat       | Partit |
| --------- | --------------- | ------ |
| 2001-2008 | Jean Fenouillet | PS     |
| 2008-     | Régine Povéda   | PS     |